# GK Dinamo Minsk
La Gandbolnij Klub Dinamo è stata una squadra di pallamano maschile bielorussa, con sede a Minsk.

È stata fondata nel 2008.

## Palmarès

### Trofei nazionali
- Campione della Bielorussia: 5
  - 2009, 2010, 2011, 2012, 2013.
- Coppa della Bielorussia: 1
  - 2009.

### Trofei internazionali
- Baltic League: 1
  - 2010.